# Pagara murina
Pagara murina är en fjärilsart som beskrevs av Walker 1864. Pagara murina ingår i släktet Pagara och familjen björnspinnare. Inga underarter finns listade i Catalogue of Life.